# Luis Javier Boza
Luis Javier Boza Parra (19 de abril de 1978 en Madrid) es un exjugador y entrenador español de fútbol americano del equipo Osos de Madrid (Rivas-Vaciamadrid) perteneciente a la Liga Nacional de Fútbol Americano (LNFA) y . Jugaba en la posición de receptor (wide receiver) y Safety con el dorsal número 5. También ha sido fundador y entrenador principal en Alcobendas Osos de Madrid, perteneciente a la Liga Madrileña de Fútbol Americano (LMFA).
Actualmente es el presidente y Head Coach del equipo de nueva creación Jerez Jaguars, en Jerez de la Frontera.
Se retiró de la práctica activa del deporte en 2012 como capitán y entrenador, siendo el jugador más veterano en Osos con 18 temporadas consecutivas. Durante estos años anotó como receptor, defensa (Defensive back) y Equipos especiales.
Participó en todas las competiciones europeas de Osos, siendo el primer jugador del equipo junto con Toni Velasco en anotar en los partidos de ida y vuelta de una competición internacional al completar pases de la mano de este último contra los austriacos Blue Devils y el equipo inglés Coventry Jets en la Copa de la EFAF 2007.
Ha sido internacional con la selección española senior, jugando la fase final del campeonato de Europa en Amiens en 2004 con el dorsal número 13. Fue titular en equipos especiales contra Francia, Reino Unido y Rusia. También saltó al campo como titular en ataque contra Rusia y Reino Unido. Fue el jugador con más recepciones contra el equipo nacional inglés.
En otoño de 2004, en el estadio del City College of San Francisco pasó con éxito los try-outs del equipo semi-profesional San Francisco Emperors de la Golden State Football League en el norte de California. Sin embargo tuvo que volver a España antes de disputar ningún encuentro.
Tras participar en la Copa de España de fútbol americano de 2009 no disputó la LNFA 2010, pero se reincorporó en la temporada siguiente. Desde entonces asumió también las funciones de entrenador de Equipos Especiales hasta la temporada 2011-2012 que fue nombrado Coordinador Ofensivo del primer equipo.
En esta última temporada y como entrenador de ataque junto al Head Coach Sebas Serrano y Alejandro Gutiérrez, consiguieron el mejor récord inicial del equipo desde 2002 hasta la fecha con 8 victorias consecutivas y ninguna derrota, para vencer después a Badalona Dracs en semifinales. El equipo llegaría entonces a su primera final de liga en 10 años.
Durante su etapa en Osos Rivas, Luis Javier Boza también fue miembro de la junta directiva y diseñador del logo oficial del club. 
En 2015 y tras tres años retirado del fútbol americano, Luis Boza se ofreció a los presidentes de los clubes Osos Rivas y Royal Oaks Knights para dirigir el nuevo equipo senior de Knights, "Alcobendas Osos de Madrid" con el fin de competir en la LMFA.
En mayo de 2018, en tan solo su segunda temporada de competición, Osos de Madrid resultó campeón invicto de la LMFA 2018 con 8 victorias y 0 derrotas tras eliminar a Jabatos de Tres Cantos (33-26) en el primer playoff de la historia de la LMFA9 y vencer a Madrid Capitals en la final por 29 a 25 tras remontar un marcador de 9 a 25.  
Luis Javier Boza, como coordinador ofensivo de Alcobendas, firmaba así las mejores estadísticas de la competición con 30 puntos por partido provocando que Juan Hervás, quarterback del equipo, fuera llamado a jugar con la selección española ese mismo verano.